# Rolf Pingel
Rolf Pingel, nemški častnik, vojaški pilot in letalski as, * 1. oktober 1913, Kiel, † 4. april 2000, Lollar.

## Življenjepis
Rolf Pingel je svojo vojaško pot začel po osnovnem usposabljanju za vojaškega pilota. 15. marca 1937 je bil s činom poročnika dodeljen novo ustanovljeni enoti I./JG 134, ki je imela bazo v Wiesbaden-Erbenheimu. 
Ob izbruhu Španske državljanske vojne je bil Pingel dodeljen v 2. Staffel J 88 in je bil septembra 1937 kot del Legije Kondor poslan v Španijo. Med to vojno je sodeloval na okoli 200 bojnih nalogah, v katerih je dosegel šest zračnih zmag, s čimer je postal letalski as. Za zasluge je bil odlikovan s Španskim križem v zlatu z meči. 
Po povratku v Nemčijo je 1. oktobra 1937 postal Staffelkapitän 2./JG 334. 1. novembra 1938 se je 2./JG 334 preformirala v 2./JG 133, 1. marca 1939 pa v 2./JG 53. Do takrat je Pingel napredoval v čin nadporočnika, 10. septembra 1939 pa je dosegel svojo prvo zračno zmago druge svetovne vojne, ko je nad Saarlauternom sestrelil francosko izvidniško letalo ANF Les Mureaux 113. 
Po tem, ko je bil 5. junija 1940 sestreljen in zajet stotnik Werner Mölders, ga je na čelu III./JG 53 zamenjal Pingel. Enoto je vodil do julija 1940, ko ga je na mestu poveljnika zamenjal stotnik Harro Harder, Pingel pa se je vrnil v 2./JG 53 kot Staffelkapitän. 22. avgusta 1940 je postal Gruppenkommandeur I./ JG 26. Za 15 zmag je bil 14. septembra 1940 odlikovan z Viteškim križem. 
28. septembra je Pingel sestrelil britanskega lovca Hawker Hurricane nad Maidstoneom, pri tem pa je bil njegov lovec Messerschmitt Bf 109 E-4 (W. Nr. 3756) močno poškodovan. Pingel je bil s poškodovanim letalom prisiljen zasilno pristati v morju v bližini Hastingsa. Iz vode ga je rešila nemška reševalna služba. Po predvidevanjih naj bi bil Pinglova žrtev tistega dne južnoafriški letalski as Albert Lewis iz 249. eskadrilje RAF, ki se je iz letala rešil s hudimi opeklinami. Po istih predvidevanjih naj bi Pingla ta dan sestrelil britanski as John Beard iz iste eskadrilje. 
Pingel je svojo dvajseto zmago druge svetovne vojne dosegel 22. junija 1941, ko je v bližini Dunkerqua sestrelil britanskega lovca Supermarine Spitfire iz enote Circus No. 18. Britanski Circus No. 42, v katerem so bili trije bombniki Short Stirling z lovskim spremstvom, pa je 10. julija 1941  napadal mesto Chocques. Enoto je prestregel Pinglov I./JG 26. Pingel je sledil enemu od poškodovanih bombnikov v Anglijo, tam pa je njegovega lovca Bf 109 F-2 (W. Nr. 12 764) << + obrambni ogenj bombnika zadel v motor. Pingel se je bil prisiljen spustiti v nižje zračne plasti, kjer so ga prestregli Spitfiri. Pingel je nato zasilno pristal v bližini Dovra, kjer je bil zajet. Do konca vojne je bil vojni ujetnik, v odsotnosti pa je bil povišan v čin majorja.
Rolf Pingel je na več kot 550 bojnih nalogah v drugi svetovni vojni dosegel skupaj 22 zračnih zmag. Poleg tega je v Španski državljanski vojni sodeloval še na več kot 200 nalogah in tam dosegel šest zmag. Vse zmage druge svetovne vojne je dosegel nad zahodnim bojiščem. 

## Odlikovanja
- Železni križec 2. in 1. razreda
- Španski križ v zlatu z meči
- Viteški križ železnega križca (14. september 1940)